# 1617 en santé et médecine
| Années de la santé et de la médecine : 1614 - 1615 - 1616 - 1617 - 1618 - 1619 - 1620    |
| Décennies de la santé et de la médecine : 1580 - 1590 - 1600 - 1610 - 1620 - 1630 - 1640 |

## Événements
- Louis Hébert (1575-1627) et Marie Rollet (c.1580 – 1649), reconnus comme premier pharmacien et première soignante de Nouvelle-France, s'établissent à Québec[1].
- Le peintre Michiel van Mierevelt et son fils Pieter (en) achèvent à Delft la Leçon d'anatomie du Dr Willem van der Meer[2].
- Johann Jacob Federer (fl. 1607-1624[3]), médecin à Fribourg, introduit l'emploi de l'eau minérale de Soultzmatt[4].

## Fondations
- Novembre : début de la construction, à Paris, rue de la Bûcherie, contre le jardin botanique de la Faculté, d'un amphithéâtre d'anatomie qu'on appellera théâtre Riolan, du nom du médecin qui l'inaugurera en 1620[5].
- Quittant la Worshipful Company of Grocers (en), guilde des épiciers à laquelle ils appartenaient depuis 1373, l'année de sa création, les pharmaciens londoniens  fondent leur propre société, la Worshipful Society of Apothecaries of London (en)[6].
- Fondation de l'hôpital Saint-Louis-des-Français de Madrid[7].
- Le premier duc d'Épernon fonde à Cadillac un hôpital civil pour douze malades et six voyageurs qui, devenu asile d'aliénés, restera en fonction jusqu'en 1972[8].

## Publications
- Parution du deuxième livre des Observations, de Louise Bourgeois (1553-1636), sage-femme de Marie de Médicis[9].
- Parution des Voyages en Asie, Afrique, Indes orientales et occidentales, de Jean Mocquet (1575 – c.1617), apothicaire de Louis XIII[10],[11].
- John Woodall (en) (1570–1643), chirurgien, chimiste et homme d'affaires anglais[12], publie son Surgions Mate[13], traité de médecine et de chirurgie de marine.

## Naissance
- Pardoux Gondinet (mort en 1679), médecin d'Anne d'Autriche et, selon une thèse récusée, beau-père du « Masque de fer[14] ».

## Décès

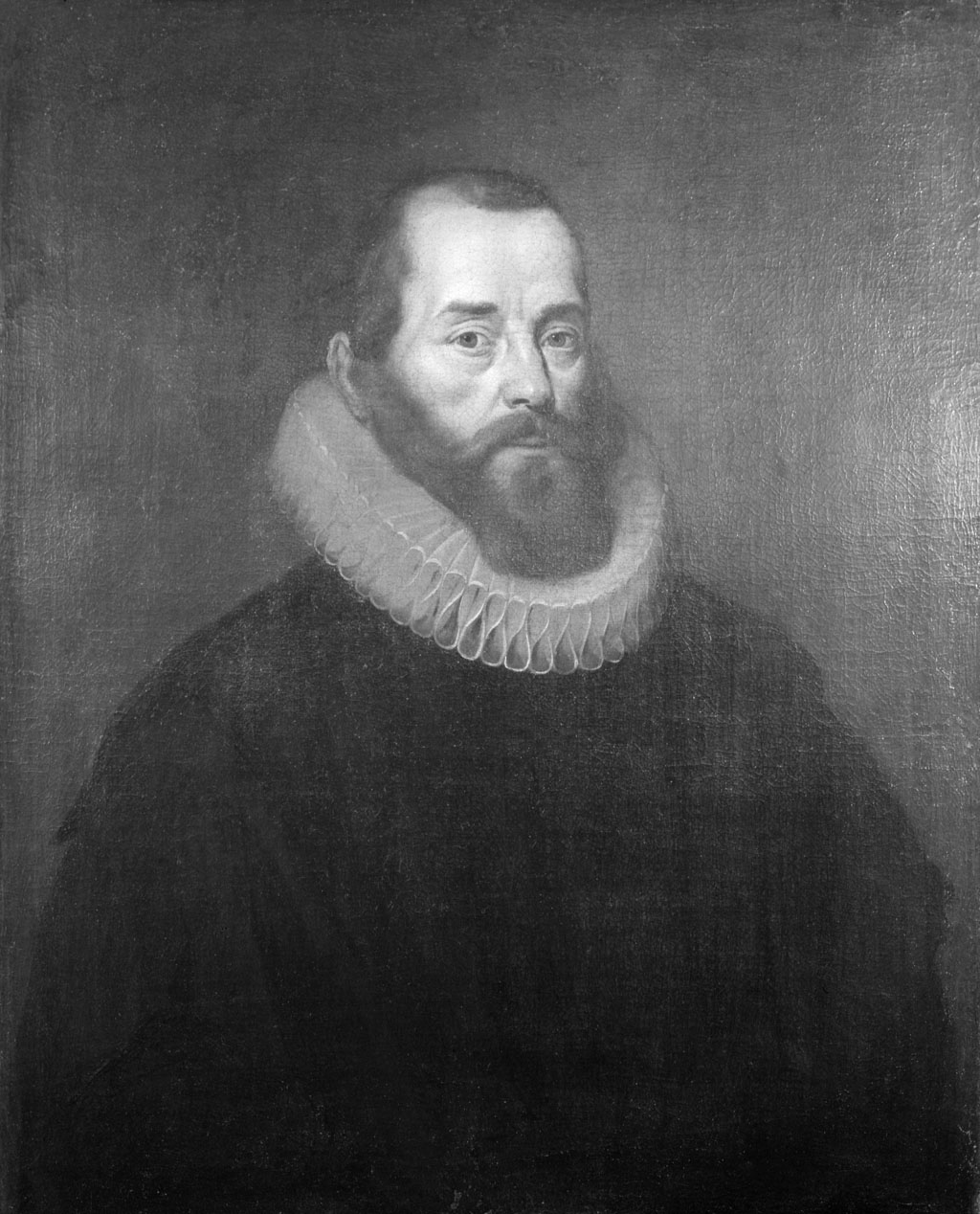
Pieter Pauw (1564-1617)
Anonyme

- 6 février : Prospero Alpini (né en 1553), médecin et botaniste italien[15], auteur d'un essai sur les plantes d’Égypte (De plantis Ægypti).
- Perrin Borne (né à une date inconnue), chirurgien à Montbéliard, « décapité pour cause de sortilège[16] ».
- Pieter Pauw (né en 1564), médecin et botaniste néerlandais[17].
- Vers 1617 : Jean Mocquet (né en 1575), apothicaire du roi Louis XIII[18].